# کل و بز
کَل و بُز (نام علمی: Capra aegagrus) گونه‌ای از بز کوهی است. نرها که کَل نامیده می‌شوند، شاخ‌های بلند و شمشیرمانندی دارند که هر گره از آن نمایانگر سن و سال آن است. گسترهٔ زیستی این پستاندار از اروپا و آسیای صغیر تا آسیای میانه و خاورمیانه را شامل می‌شود. این جانور جد بز اهلی است و در نتیجه بز اهلی هم از نظر علمی زیرگونهای از کل و بز محسوب می‌شود.

## ویژگی‌های زیستی
کل‌وبزها معمولاً در گله‌های بسیار بزرگ زندگی می‌کنند که تعداد آن‌ها گاهی به ۵۰۰ رأس هم می‌رسد. در فصل جفت‌گیری بین نرها جدال‌های سختی درمی‌گیرد. نرهای قوی‌تر که شاخ بلندتری دارند حرمسرایی (متشکل از پنج تا ۱۵ ماده) تشکیل می‌دهند، کل‌ها با ژست‌های مختلف و نشان دادن شاخ‌ها و ضرباتی به شاخ هم سعی می‌کنند رقیب را مرعوب کنند و حرمسرایی تشکیل دهند.
دورهٔ بارداری ۱۷۰ روز است. بیشتر ماده‌ها فقط یک بزغاله، برخی دو و به ندرت سه بزغاله می‌زایند. بزغاله‌ها تقریباً بلافاصله پس از تولد توانایی راه رفتن را دارند و در شش ماهگی از شیر گرفته می‌شوند. ماده‌ها بین یک و نیم تا دو ونیم سالگی و نرها بین سه‌ونیم تا چهار سالگی بالغ می‌شوند. طول عمر این پستانداران علف‌خوار نیز ۱۲ تا ۲۲ سال است.
جثه کل و بز بزرگ‌تر از بز اهلی است. طول سر و تنه آن ۱۲۰ تا ۱۵۰ سانتی‌متر، دم ۱۲ تا ۱۷ سانتی‌متر و ارتفاعش ۶۵ تا۹۰ سانتی‌متر است و ۳۰ تا ۱۲۰ کیلوگرم وزن دارد.
این جانور از علوفه، بوته‌ها و سرشاخه درختان تغذیه می‌کند. معمولاً صبح زود و اوایل غروب در مجاور صخره‌ها به چرا می‌پردازد. برای استفاده از برگ درختان روی دو پا می‌ایستد، گاهی نیز از طریق شاخه‌های خمیده مجاور سطح زمین به بالای درخت می‌رود. در فصل تابستان در مناطق گرم و خشک تقریباً همه روزه آب می‌نوشند ولی در برخی مناطق مرتفع کوهستانی بدون منابع آب نیز دیده می‌شوند. کل‌وبزها معمولاً در اوایل صبح چراکنان به سوی آبشخورها که ممکن است فاصله زیادی تا چراگاه و محل استراحت جانور داشته باشد حرکت کرده و پس از نوشیدن آب مراجعت می‌کنند.

## بزهای رمیده
بزهای اهلی که از گله خود فرار کرده‌اند در برخی نقاط وارد حیات‌وحش شده و به صورت حیوان رمیده به‌طور طبیعی زندگی می‌کنند. حضور این نوع جانوران در مناطقی که زیستگاه مناسب آنها نباشد ممکن است آسیب‌های جدی به محیط زیست وارد کند.

## دشمن طبیعی
پلنگ و گرگ مهم‌ترین دشمنان طبیعی کل و بز بالغ هستند. در ایران به تازگی یوزپلنگ نیز با توجه به کاهش شدید جمعیت آهو و از بین رفتن زیستگاه‌های دشتی به شکار بز و زندگی در مناطق کوهستانی روی آورده است. بچه‌های بز دشمنان طبیعی فراوانی دارند. آنها ممکن است طعمهٔ کفتار، سیاه‌گوش، وشق، روباه و پرندگان شکاری بزرگ شوند. عقاب طلایی برای شکار بزغاله‌ها به آنها حمله کرده و آنها را از صخره‌ها به پایین می‌اندازد. در کوه‌های سکنج استان کرمان مشاهده شده که عقاب طلایی بزغاله چند روزه‌ای را به دره عمیقی پرت کرد و بلافاصله مشغول خوردن آن شد.

## در ایران

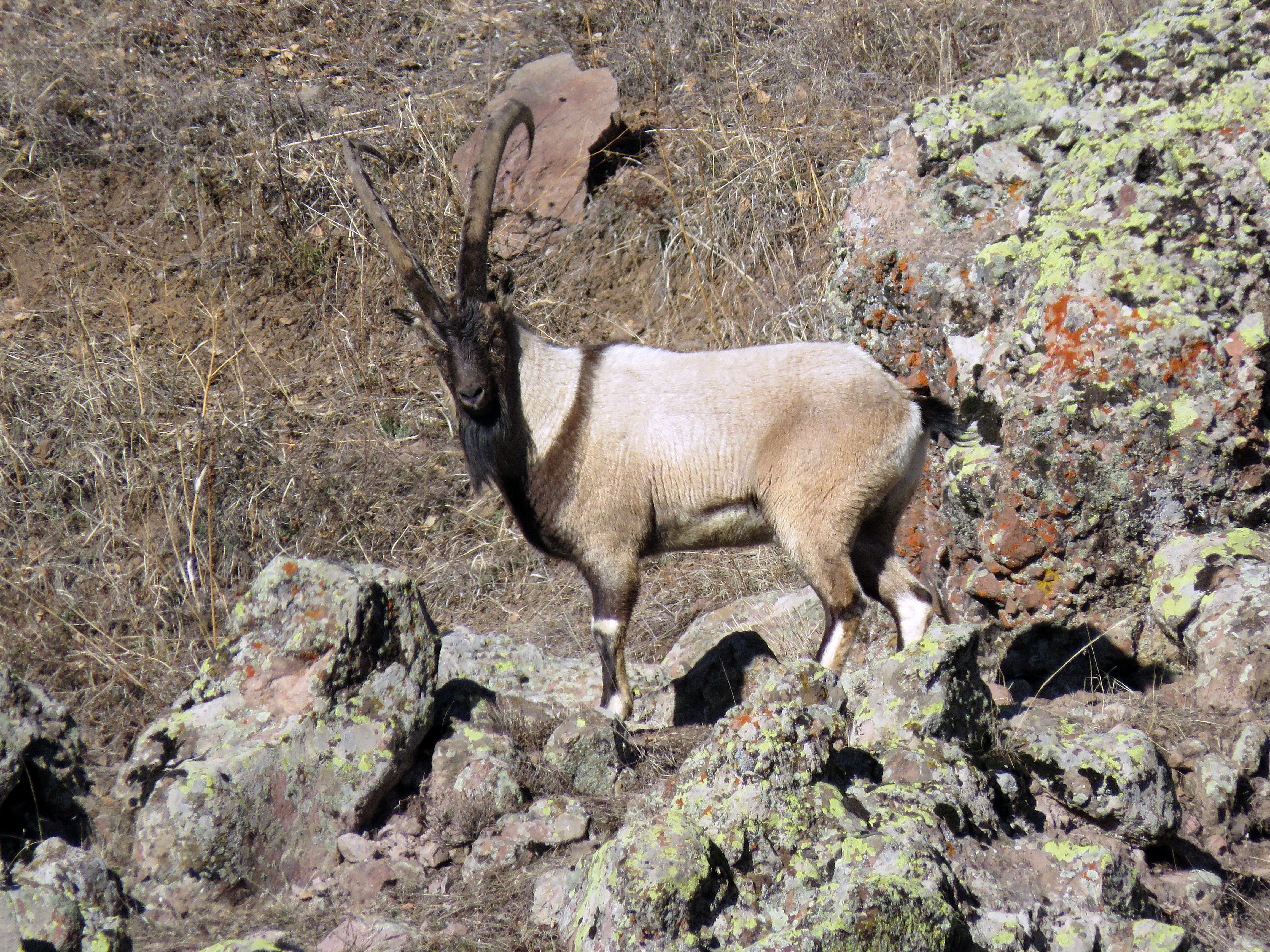
کل و بز در ارمنستان

تا اوایل دهه ۱۳۶۰ دسته‌های بزرگی از این جانور در اکثر مناطق کوهستانی ایران مشاهده می‌شد ولی به علت شکار با استفاده از سلاح‌های ساچمه‌زنی و جنگی، تله‌گذاری در اطراف چشمه‌ها و گرفتن آنها توسط سگ، در سال‌های اخیر جمعیت آن در اکثر زیستگاه‌های کشور به شدت روبه کاهش گذاشته و در بسیاری از مناطق مانند جنوب فارس، بوشهر و غرب کشور که در هر منطقه هزاران رأس کل و بز مشاهده می‌شد نسل آن منقرض شده یا در شرف انقراض قرار گرفته است. در منطقه حفاظت‌شده بیستون کرمانشاه بیش از ده هزار رأس کل و بز وجود داشت که اکنون تعداد آنها به صفر رسیده است. در بسیاری از دیگر مناطق تحت حفاظت کشور نظیر پارک ملی بختگان و پارک ملی بمو نیز از ده‌ها هزار راس کل و بز فقط تعداد اندکی باقی مانده است.
کل‌وبزهای ایرانی از زیرگونه پازن هستند اما در نواحی جنوب شرقی کشور زیرگونه بز سندی زندگی می‌کند که جثه‌ای کوچک‌تر، شاخ‌های نازک‌تر و رنگ روشن‌تری دارد. بلندترین شاخ کل‌های ایران با ۱۵۲ سانتی‌متر طول مربوط به پناهگاه حیات‌وحش بیستون کرمانشاه می‌شود که رکورد جهان نیز محسوب می‌شود.

## انواع
شش زیرگونه از کل و بز شناسایی شده است:
- بز اهلی Capra aegagrus hircus
- پازن Capra aegagrus aegagrus
- بز سندی Capra aegagrus blythi
- بز وحشی ترکمن Capra aegagrus turcmenica
- بز چیلتن Capra aegagrus chialtanensis
- بز کرتی Capra aegagrus cretica